# Naujininkai
Naujininkai seniūnija (litauisk: Naujininkų seniūnija) er en bydel i Vilnius beliggende på Neris' venstre bred, umiddelbart nordøst Senamiestis, Vilnius' Gamle Bydel  Bydelen ligger mellem Vilnius internationale lufthavn og jernbanestationen.
Naujininkai seniūnija består af kvartererne (litauisk: Miesto dalis (mikrorajonas)): Ąžuolijai, Burbiškės, Dilgynė, Kirtimai, Naujininkai, Pakupečiai, Pupinė, Salininkai og Užusieniai.
Kirken Sentinikiu, som ligger i bydelen, hører til Den gammel-troende ortodokse menighed i Vilnius.